# Distrito de Charcana
Charcana es un distrito situado en la provincia de La Unión, en el departamento de Arequipa, Perú. Según el censo de 2017, tiene una población de 577 habitantes.

## Geografía
Está ubicado al oeste de la provincia, frente al volcán Solimana, de 6093 metros sobre el nivel del mar, en la parte andina del Cañón de Cotahuasi. La altitud media del distrito es de 3417 metros sobre el nivel del mar.

## Autoridades

### Municipales
- 2023-2026
  - Alcalde: Anderson Llerena Arista

- 2015-2018[3]
  - Alcalde: Abelardo Bonett Farfan

## Festividades
- San Sebastián (20 de enero)

## Turismo
El paisaje urbano de Charcana nos recuerda los finales de la época incaica y los inicios de la época colonial en los Andes peruanos. Las pequeñas chozas de adobe e ichu recuerdan las construcciones incas y preincas, y el estilo virreinal de las antiguas casonas de adobe y teja de grandes y pesadas puertas con aldabas de bronce y acero recuerdan el esplendor de la época.